# Gran Premio motociclistico degli Stati Uniti d'America 2010
Il Gran Premio motociclistico degli Stati Uniti d'America 2010 corso il 25 luglio, è stato il nono Gran Premio della stagione 2010, riservato unicamente alla classe MotoGP, ed è stato vinto da Jorge Lorenzo.

## MotoGP
Hiroshi Aoyama e Randy de Puniet, infortunati, vengono sostituiti rispettivamente da Alex De Angelis e Roger Lee Hayden.

### Arrivati al traguardo
| Pos. | Nº | Pilota           | Squadra                 | Motocicletta | Giri | Tempo     | Griglia | Punti |
| ---- | -- | ---------------- | ----------------------- | ------------ | ---- | --------- | ------- | ----- |
| 1º   | 99 | Jorge Lorenzo    | Fiat Yamaha             | Yamaha       | 32   | 43:54.873 | 1º      | 25    |
| 2º   | 27 | Casey Stoner     | Ducati Team             | Ducati       | 32   | +3.517    | 2º      | 20    |
| 3º   | 46 | Valentino Rossi  | Fiat Yamaha             | Yamaha       | 32   | +13.420   | 6º      | 16    |
| 4º   | 4  | Andrea Dovizioso | Repsol Honda            | Honda        | 32   | +14.188   | 3º      | 13    |
| 5º   | 69 | Nicky Hayden     | Ducati Team             | Ducati       | 32   | +14.601   | 7º      | 11    |
| 6º   | 11 | Ben Spies        | Monster Yamaha Tech 3   | Yamaha       | 32   | +19.037   | 5º      | 10    |
| 7º   | 5  | Colin Edwards    | Monster Yamaha Tech 3   | Yamaha       | 32   | +40.721   | 8º      | 9     |
| 8º   | 33 | Marco Melandri   | San Carlo Honda Gresini | Honda        | 32   | +47.219   | 11º     | 8     |
| 9º   | 36 | Mika Kallio      | Pramac Racing           | Ducati       | 32   | +52.813   | 15º     | 7     |
| 10º  | 65 | Loris Capirossi  | Rizla Suzuki            | Suzuki       | 32   | +52.814   | 12º     | 6     |
| 11º  | 95 | Roger Lee Hayden | LCR Honda               | Honda        | 32   | +1:14.089 | 17º     | 5     |
| 12º  | 15 | Alex De Angelis  | Interwetten Honda       | Honda        | 32   | +1:14.666 | 16º     | 4     |

### Ritirati
| Nº | Pilota           | Squadra                 | Motocicletta | Giri | Griglia |
| -- | ---------------- | ----------------------- | ------------ | ---- | ------- |
| 41 | Aleix Espargaró  | Pramac Racing           | Ducati       | 28   | 13º     |
| 58 | Marco Simoncelli | San Carlo Honda Gresini | Honda        | 18   | 9º      |
| 26 | Daniel Pedrosa   | Repsol Honda            | Honda        | 11   | 4º      |
| 40 | Héctor Barberá   | Paginas Amarillas Aspar | Ducati       | 3    | 10º     |
| 19 | Álvaro Bautista  | Rizla Suzuki            | Suzuki       | 2    | 14º     |